# 耳褶龙胆
耳褶龙胆（学名：Gentiana otophora）是龙胆科龙胆属的植物。分布于缅甸以及中国大陆的云南、西藏等地，生长于海拔2,800米至4,200米的地区，常生长在山谷草坡、山坡草地或杜鹃林下，目前尚未由人工引种栽培。

## 别名
具耳龙胆（拉汉种子植物名称）

## 异名
- Gentiana otophora Franch. ex Hemsl. var. ovatisepala Marq.